# Lawrence (hrabstwo Rusk)
Lawrence – miasto w Stanach Zjednoczonych, w stanie Wisconsin, w hrabstwie Rusk.